# Parafilni infantilizem
Parafilni infantilizem, znan tudi kot avtonepiofilija in odrasli dojenček je spolni fetiš, ki vključuje igranje vlog in regresijo v stanje, podobno dojenčku. Parafilni infantilizem je oblika starostne igre. Ljudje, ki prakticirajo parafilični infantilizem, se pogosto pogovorno imenujejo (sami in drugi) »odrasli dojenčki« ali »AB«, ki je kratica angleškega poimenovanja »adult baby«.
Takšno vedenje lahko vključuje nošenje otroških oblačil, uporaba plenic, crkljanje s plišastimi živalmi, pitje iz stekleničke ali sesanje dude, in (če se izvaja z drugimi) negovanje, otroško govorjenje ali dinamiko moči BDSM, ki vključuje mazohizem, prisilo, kaznovanje ali ponižanje.
Parafilni infantilizem je pogosto povezan s pleničnim fetišizmom. Pri njem ljudje spolni užitek doživljajo če ali ko drugi uporabljajo plenice, ne da bi to nujno vključevalo kakršno koli starostno igro. V praksi te stroge oznake ne odražajo vedno prave raznolikosti spolnega izražanja. Parafilni infantilizem in plenični fetišizem kot taka, če ju obravnavamo skupaj, tvorita spekter vedenj, ki se pogosto pogovorno imenujejo pod krovnim izrazom "odrasel otrok/ljubitelj plenic" ali " AB/DL " (napisano tudi "ABDL").
Tako kot drugi spolni fetiši (parafilije) tudi za parafilični infantilizem ni nobenega priznanega vzroka. Prav tako to temo ni bilo opravljenih veliko raziskav. Parafilni infantilizem je lahko povezan z mazohizmom, urolagnijo, fetiši na oblačila ali drugimi preobrati oz. "kinki", vendar ga ne smemo zamenjevati s pedofilijo, saj ljudi s tem fetišem otroci običajno ne privlačijo in jih običajno ne iščejo za spolne partnerje.